# Wiktor Topołow
Wiktor Semenowycz Topołow, ukr. Віктор Семенович Тополов (ur. 21 grudnia 1945 w Agapowce w obwodzie czelabińskim) – ukraiński polityk, bankowiec, poseł i minister.

## Życiorys
Z wykształcenia inżynier górnictwa i ekonomista. W latach 90. stał się jednym z głównych ukraińskich przedsiębiorców w sektorze bankowym, będąc m.in. prezesem Indeks-banku. W latach 1998–2000 pełnił funkcję doradcy prezydenta Ukrainy.
W 2002 jako niezależny kandydat (ze wsparciem m.in. Bloku Nasza Ukraina) uzyskał mandat deputowanego do Rady Najwyższej z ramienia. W parlamencie początkowo wchodził do tzw. większości, w 2004 zainicjował powstanie poselskiej grupy "Centrum", której większość posłów przeszła na stronę Wiktora Juszczenki. Brał aktywny udział w pomarańczowej rewolucji (także jako sponsor). W rządzie Julii Tymoszenko objął stanowisko wiceministra paliwa i energetyki, w sierpniu 2005 został powołany na urząd ministra przemysłu węglowego, sprawując tę funkcję również w gabinecie Jurija Jechanurowa. W 2006 i 2007 ponownie uzyskiwał mandat poselski. W 2008 był wśród założycieli Zjednoczonego Centrum. W 2012 nie ubiegał się o poselską reelekcję.